# Arenberg Creative Mine

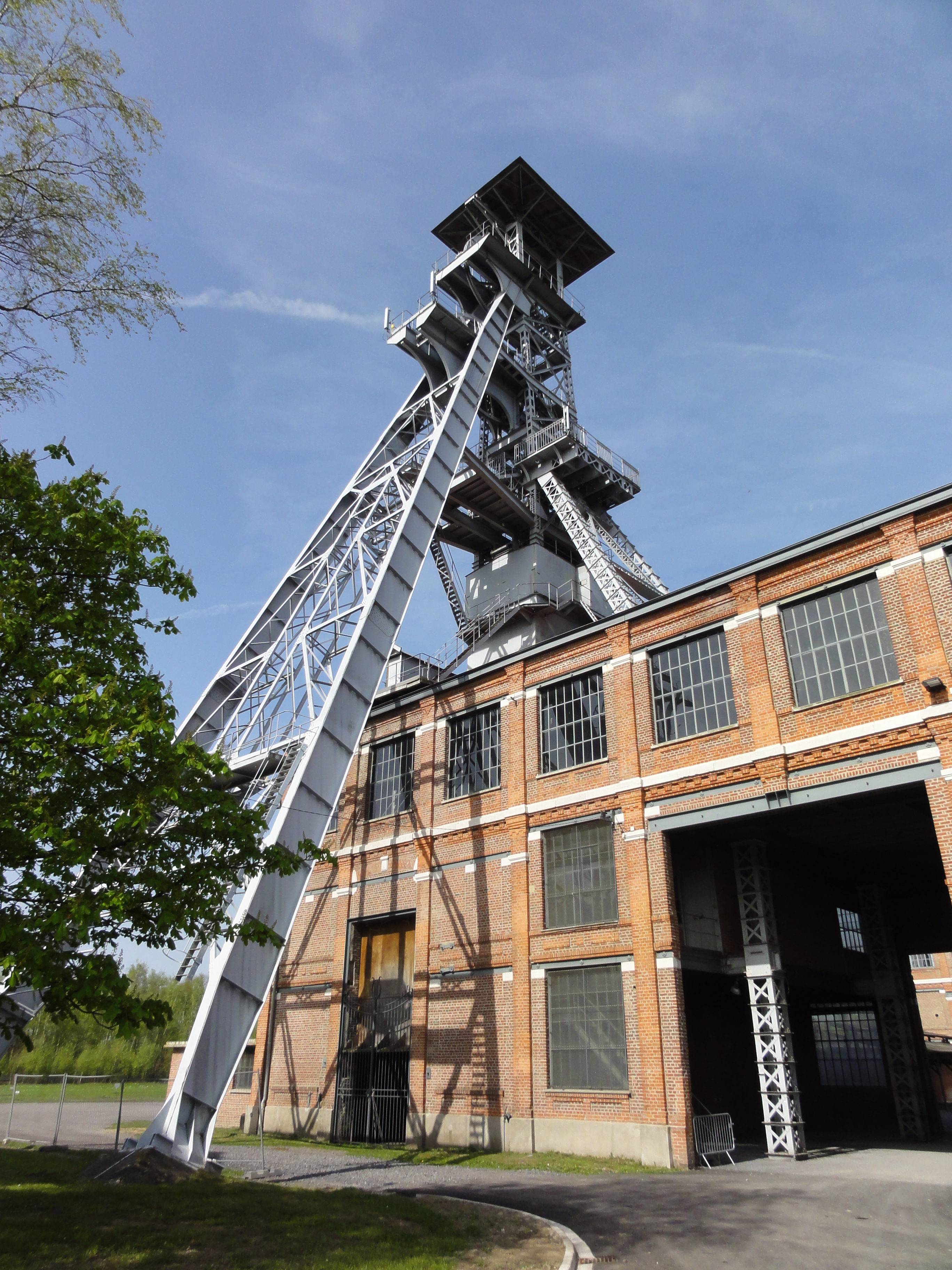
Site minier d'Arenberg

Le site minier de Wallers-Arenberg est classé aux Monuments historiques depuis 1992 et inscrit au Bassin minier Nord-Pas-de-Calais Patrimoine mondial de l’Unesco depuis 2012.  
Célèbre depuis le tournage du Germinal de Claude Berri, le site est valorisé par les deux arrivées d’étapes du Tour de France en 2010 et 2014. Une vaste opération de réhabilitation en 2005 est entreprise par la Communauté d’agglomération de la Porte du Hainaut, qui y a installé son siège en 2001, afin de lui rendre tout son cachet.   

## Reconversion du site minier
Depuis 2006, La Porte du Hainaut, en partenariat avec l’université de Valenciennes et du Hainaut-Cambrésis, s’est engagée dans la reconversion de la  Fosse Arenberg. L’objectif : le dédier à l’image et aux médias numériques d’avenir, un projet qui s'inscrit dans le cadre du pôle Image régional Pictanovo et en cohérence avec la reconversion des autres sites de la mémoire minière en région Hauts de France.
Une première opération de reconversion a été inaugurée le 25 septembre 2015 en présence du réalisateur Costa Gavras et de son épouse, la productrice Michèle Ray-Gavras. L’investissement se monte à 21,1 M€, financé par l’Europe, l’État, la Région, le Département et la Communauté d’agglomération. 
Le site minier d’Arenberg est renommé « Arenberg Creative Mine » à la suite de cette réhabilitation industrielle.

## Caractéristiques techniques

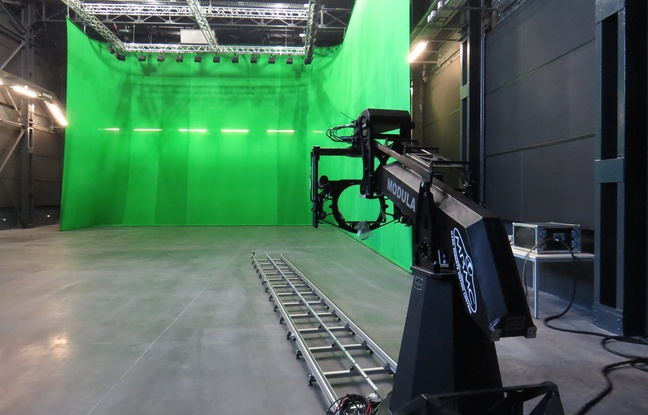
Halle d'essai du site Arenberg Creative Mine

Sur place, il est possible de réaliser l’intégralité d’un film, y compris l’étalonnage et la post-production, ou une émission sur plateau avec retransmission en direct dans la salle de projection, de reconstituer des décors virtuels par incrustation d’images, d’enregistrer un album ou des interviews filmées, de créer des supports de formation, de tester de nouvelles applications drone. Dédié à la réalisation audiovisuelle, mais aussi aux enregistrements son, au perfectionnement professionnel, le site attire des réalisateurs / producteurs, des entreprises en lien avec l’image, des start-ups, des agences événementielles et audiovisuelles ou des étudiants. 

## Recherches et technologies
Quarante-cinq chercheurs du Laboratoire DeVisu sont présents sur ce lieu. Grâce aux équipements dont ils disposent, ils peuvent accompagner les projets en lien avec les technologies innovantes de l’audiovisuel et des médias numériques, ou avec le design de services dans l’habitat et dans la ville ; accueillir des modules de formation continue et professionnelle (techniques audiovisuelles, drones) ; réaliser des études d’impact émotionnel pour par exemple, tester des bandes-annonces, des publicités, des teasers etc.
Plusieurs manifestations professionnelles, comme, le salon Made in Hainaut, des séminaires d'entreprise ou des soirées inaugurales y ont sont organisés régulièrement.	
La salle de projection du LEAUD propose des projections et avant-premières, comme celles de Dofus, du téléfilm Une histoire d’âme en présence de l’actrice Sophie Marceau, ou Elles… Les filles du Plessis en présence de la réalisatrice Bénédicte Delmas. Le site est par ailleurs également fréquenté par les touristes, qui viennent le visiter soit avec l’association des anciens mineurs, soit avec les guides de l’Office de tourisme.	

## Évolutions
Depuis le dernier trimestre 2015, La Porte du Hainaut a engagé les réflexions sur de futurs aménagements, notamment l’immobilier d’entreprises (co-working, bureaux privatifs, ateliers, zone de stockage), des espaces supplémentaires pour l’accueil événementiels grâce à la mise aux normes des « salles des pendus » intégrant une valorisation des espaces dans le cadre du futur parcours patrimonial, la création d’un FabLab évolutif et une offre de restauration. En parallèle, afin de développer l’offre de tournage auprès des professionnels, La Porte du Hainaut étudie avec Pictanovo la pertinence de l’implantation d’un plateau d’envergure à Arenberg Creative Mine.